# 10626 Заїц
10626 Заїц (10626 Zajíc) — астероїд головного поясу, відкритий 10 січня 1998 року.
Тіссеранів параметр щодо Юпітера — 3,390.